# Manon Fiorot
Manon Fiorot, née le 17 février 1990 à Nice, est une pratiquante française d'arts martiaux mixtes (MMA). 
Elle évolue depuis 2021 dans la catégorie des poids mouches de l'Ultimate Fighting Championship, la plus importante organisation mondiale d'arts martiaux mixtes. Auparavant, elle remporte en décembre 2019 le titre des poids mouches de Extreme Fighting Championship (en) puis en novembre 2020, celui de l'UAE Warriors (en).

## Biographie
Sa carrière sportive commence dès l'âge de 7 ans avec le karaté. Elle rejoint ensuite un internat sport-étude pour se consacrer à un autre domaine que les sports de combat : les sports de glisse. Durant sa scolarité, elle devient championne de France de snowboard.
À l'âge de 18 ans, Manon Fiorot revient au karaté et décroche sa ceinture noire avant d’intégrer l’équipe de France.
En 2014, elle est sélectionnée pour les championnats du monde de karaté mais se blesse gravement. Après sa blessure, elle découvre le kick-boxing et le muay-thaï où elle remporte plusieurs compétitions nationales.
En muay-thaï amateur, son palmarès est de 12 victoires sans défaite,. Dans cette dernière discipline, elle possède deux titres de championne nationale. Ceinture noire en karaté, elle est détentrice de trois titres de championne nationale dans l'art martial japonais.
Enfin, elle est ceinture noire en jiu-jitsu brésilien,.
Par la suite, Fiorot découvre les arts martiaux mixtes et est invitée à un stage à Paris où elle met K.O toutes les combattantes.[réf. nécessaire]

## Parcours en arts martiaux mixtes

### Débuts en amateur
En 2016, Fiorot part pour Las Vegas pour prendre part aux championnats du monde amateurs de MMA. Elle y perd son premier combat alors qu’elle ne pratique la discipline que depuis un an.
À la suite de cette compétition, elle se rend à Nice où elle rencontre l’entraîneur Aldric Cassata. En 2017, elle participe aux championnats d’Europe amateurs où elle s’incline en finale. Quelques mois plus tard, Fiorot remporte les championnats du monde amateurs de l'International Mixed Martial Arts Federation (en). Son palmarès en combat amateur est alors de 3 victoires pour 2 défaite.

### Cage Warriors
En juin 2018, Fiorot effectue son premier combat professionnel contre Leah McCourt au sein de l'organisation Cage Warriors mais perd le match.

### Extreme Fighting Championship
En 2019, elle se rend à Johannesbourg afin d’intégrer un programme de téléréalité nommé The Fighter organisé par l’Extreme Fighting Championship (en) (EFC), plus importante ligue d'arts martiaux mixtes d'Afrique. Après 2 mois de compétitions, elle se hisse à la première marche du podium et intègre l’EFC.
Au mois de décembre 2019, la Niçoise s’impose face à Amanda Lino en Afrique du Sud. Elle devient alors la nouvelle championne de la fédération.

### UAE Warriors
À la suite de son titre, Fiorot change d'organisation et se tourne vers l'UAE Warriors, situé aux Émirats arabes unis. Elle y remporte trois combats dont la ceinture des poids mouches en novembre 2020. Elle est la première détentrice d'une ceinture féminine dans l'organisation.

### Ultimate Fighting Championship
Après que l'Ultimate Fighting Championship (UFC) l'ait repérée, son premier combat a lieu lors de l'UFC Fight Island 8, le 20 janvier 2021. À la suite d'un enchaînement via un coup de pied suivi de coups de poing, elle remporte son combat par TKO face à Victoria Leonardo. Manon Fiorot est la deuxième Française à intégrer l’UFC et la première à remporter un combat dans la plus prestigieuse des ligues de MMA au monde.
Le 6 juin 2021, pour son deuxième combat, Fiorot s'impose facilement à Las Vegas face à la brésilienne Tabatha Ricci par TKO lors du deuxième round.
Le 17 octobre 2021, pour son troisième combat, lors de l'UFC Fight Night 195, à Las Vegas, Manon Fiorot est victorieuse de Mayra Bueno Silva sur décision unanime.
Elle affronte la combattante brésilienne Jennifer Maia le 26 mars 2022 lors de l'UFC Fight Night: Blaydes vs. Daukaus et remporte le combat par décision unanime.
Pour son cinquième combat à l'UFC, Fiorot affronte Katlyn Chookagian lors de l'UFC 280 le 22 octobre 2022 et remporte le combat par décision.
Le 2 septembre 2023, la Française affronte l'ancienne championne UFC Rose Namajunas et remporte le combat par décision unanime après un combat intense. 
Le 30 mars 2024, elle bat aux points, sur décision unanime, l’américaine Erin Blanchfield, à l’occasion du main event d’Atlantic City,.

## Palmarès en arts martiaux mixtes
| 14 combats     | 12 victoires | 2 défaites |
| Par KO         | 6            | 0          |
| Par soumission | 0            | 0          |
| Sur décision   | 6            | 2          |

| Résultat | Record | Adversaire           | Méthode                      | Événement                                 | Date              | Round | Temps | Lieu                                  | Notes                                                  |
| -------- | ------ | -------------------- | ---------------------------- | ----------------------------------------- | ----------------- | ----- | ----- | ------------------------------------- | ------------------------------------------------------ |
| Défaite  | 12-2   | Valentina Shevchenko | Décision unanime             | UFC 315 : Muhammad contre Della Maddalena | 10 mai 2025       | 5     | 5:00  | Montréal, Canada                      | Pour le titre des poids mouches féminin de l’UFC.      |
| Victoire | 12-1   | Erin Blanchfield     | Décision unanime             | UFC on ESPN: Blanchfield vs. Fiorot       | 30 mars 2024      | 5     | 5:00  | Atlantic City, New Jersey, États-Unis |                                                        |
| Victoire | 11-1   | Rose Namajunas       | Décision unanime             | UFC Fight Night: Gane vs. Spivac          | 2 septembre 2023  | 3     | 5:00  | Paris, France                         |                                                        |
| Victoire | 10-1   | Katlyn Chookagian    | Décision unanime             | UFC 280: Oliveira vs. Makhachev           | 22 octobre 2022   | 3     | 5:00  | Abou Dabi, Émirats arabes unis        |                                                        |
| Victoire | 9-1    | Jennifer Maia        | Décision unanime             | UFC on ESPN: Blaydes vs. Daukaus          | 26 mars 2022      | 3     | 5:00  | Colombus, Ohio, États-Unis            |                                                        |
| Victoire | 8-1    | Mayra Bueno Silva    | Décision unanime             | UFC Fight Night: Ladd vs. Dumont          | 16 octobre 2021   | 3     | 5:00  | Las Vegas, Nevada, États-Unis         |                                                        |
| Victoire | 7-1    | Tabatha Ricci        | TKO (coups de poing)         | UFC Fight Night: Rozenstruik vs. Sakai    | 5 juin 2021       | 2     | 3:00  | Las Vegas, Nevada, États-Unis         |                                                        |
| Victoire | 6-1    | Victoria Leonardo    | TKO (coup de pied à la tête) | UFC on ESPN 20: Chiesa vs. Magny          | 20 janvier 2021   | 2     | 4:08  | Abou Dabi, Émirats arabes unis        |                                                        |
| Victoire | 5-1    | Gabriela Campos      | TKO (coups de poing)         | UAE Warriors 14                           | 27 novembre 2020  | 1     | 4:48  | Abou Dabi, Émirats arabes unis        | Remporte le titre des poids mouches de l'UAE Warriors. |
| Victoire | 4-1    | Naomi Tataroglu      | TKO (coups de poing)         | UAE Warriors 13                           | 25 septembre 2020 | 2     | 3:00  | Abou Dabi, Émirats arabes unis        |                                                        |
| Victoire | 3-1    | Corinne Laframboise  | TKO (coups de poing)         | UAE Warriors 12                           | 31 juillet 2020   | 3     | 1:52  | Abou Dabi, Émirats arabes unis        |                                                        |
| Victoire | 2-1    | Amanda Lino          | Décision unanime             | EFC Worldwide 83                          | 14 décembre 2019  | 3     | 5:00  | Pretoria, Afrique du Sud              | Remporte le titre des poids mouches de l'EFC.          |
| Victoire | 1-1    | Mellony Geugjes      | TKO (coups de poing)         | EFC Worldwide 80                          | 29 juin 2019      | 3     | 4:17  | Sibaya, Afrique du Sud                |                                                        |
| Défaite  | 0-1    | Leah McCourt         | Décision partagée            | Cage Warriors 94                          | 16 juin 2018      | 3     | 5:00  | Anvers, Belgique                      |                                                        |